# كيث فيرغسون (لاعب كرة قدم أمريكية)
كيث فيرغسون (بالإنجليزية: Keith Ferguson)‏ هو لاعب كرة قدم أمريكية أمريكي، ولد في 3 أبريل 1959 في ميامي في الولايات المتحدة.

## وصلات خارجية
- كيث فيرغسون على موقع مرجع كرة القدم المحترفة.كوم (الإنجليزية)